# アトッサ
アトッサ（Atossa, 紀元前550年 - 紀元前475年）は、アケメネス朝の女王であり、キュロス2世とカッサンダネの娘であり、恐らくペルシア王カンビュセス2世の姉妹であった。

## 生涯
アトッサは初め兄弟のカンビュセス2世と結婚した、その後、紀元前522年にダレイオス1世がカンビュセス2世の弟バルディヤを自称する人物の反乱を鎮圧した後に、ダレイオス1世と結婚した。
ヘロドトスは、『歴史』の中で、胸に出血性のこぶを抱えていたと記している。彼女は自分自身をシートで包んで隔離を求めた。結局、ギリシアの奴隷デモセデスが腫瘍を切除するよう、彼女を説得した。
クセルクセス1世はアトッサとダレイオス1世の息子である。アトッサは、紀元前480年のクセルクセス1世によるギリシア侵略まで見届けた。アトッサはキュロス2世の直系であり、アケメネス朝において大きな存在であった。アトッサの特別な地位により、ダレイオス1世の長男ではなかったクセルクセス1世が後を継ぐことになった。

## 文学での言及

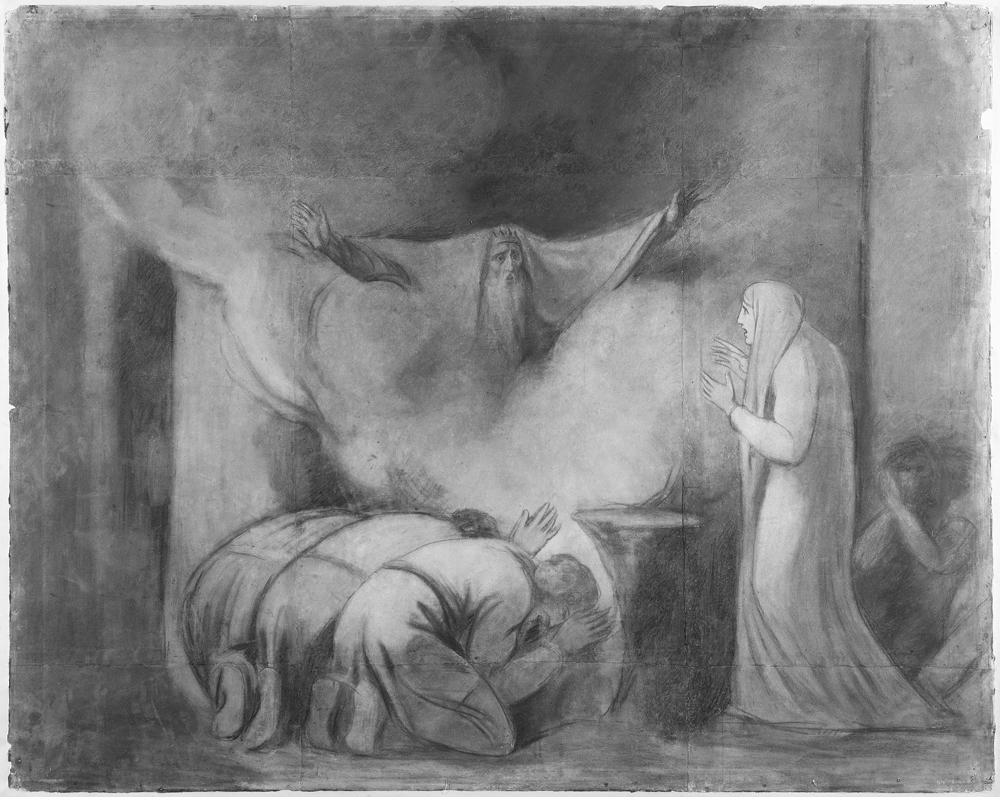
『ペルシア人』の一場面に登場する、アトッサの前に現れたダレイオス1世の幽霊

アイスキュロスは、アトッサを主要な登場人物として悲劇『ペルシア人』を書いた。また、ゴア・ヴィダルの小説Creationでも主要な登場人物である。

## その他
- 1915年に発見された小惑星(819)アトッサはアトッサに因んで命名された[3]。
- シアトルのヘルスケア企業Atossa Geneticsは、アトッサに因んで名付けられた(2009年、創業者のDr. Steven Quayによる）。NASDAQ公開企業で、早期腫瘍治療薬の開発を通じて、乳癌の女性を支援することを目的としている。会社のロゴは、イラン国立博物館が収蔵するアトッサの胸像を図案化したものである[4]。